# Brassac, Tarn
Brassac là một xã trong tỉnh Tarn thuộc vùng Occitanie ở miền nam nước Pháp. Xã này nằm ở khu vực có độ cao trung bình 463 mét trên mực nước biển.